# エンゲルベルト・アウグスト・フォン・アーレンベルク
エンゲルベルト・アウグスト・フォン・アーレンベルク（Engelbert August Anton Herzog von Arenberg, 1824年5月11日 - 1875年3月28日）は、ドイツ＝ベルギー系の大貴族、シュタンデスヘル。第8代アーレンベルク公爵。第14代アールスコート公爵、第3代メッペン公爵、第3代レックリングハウゼン侯。

## 生涯
アーレンベルク公プロスペル＝ルイと後妻のロプコヴィッツ侯女マリー・ルドミラ（1798年 - 1868年）の間の第3子、長男としてブリュッセルのダランベール公爵宮殿にて誕生。正式な洗礼名はフランス語でアンジェルベール・オーギュスト・アントワーヌ・ジョゼフ・レオン・ウェンセスラス・バルタザール・エピファニー・レオナール・マクシム・ジスラン（Engelbert Auguste Antoine Joseph Léon Wenceslaus Balthazar Épiphanie Léonard Maxime Ghislain）。1861年の父の死とともに公爵家の家督を継いだ。先祖代々の本拠はベルギー領内にあったが、父はナポレオンに接近してドイツ領内にアーレンベルク＝メッペン公領を授けられており、その領土がプロイセン王国とハノーファー王国に陪臣化されていたため、エンゲルベルト・アウグストもドイツ貴族・領主として活動した。
家督継承とともにプロイセン貴族院議員となる。ハノーファー等族議会第一院（貴族院）議員でもあったが、プロイセンによるハノーファー併合と同時に議会が消滅し、この職はプロイセン領ヴェストファーレン州議会議員の職に代えられた。アーレンベルク＝メッペン公領のシュタンデスヘルとして、ドイツ帝国成立直後の1875年まで公領の領主権を保持した。文化事業の後援者としても知られた。1875年、ブラバント州ルーヴェン郊外ヘヴェルレーの居館アーレンベルク城（アランベール城）にで死去。享年50歳。

## 子女
1868年5月27日にウィーンで、同族の従叔父アーレンベルク公子エルンスト・エンゲルベルト（祖父の弟マルク伯オーギュストの長男）の一人娘エレオノール（1845年 - 1919年）と結婚。5人の子女をもうけた。
- マリー・ルドミラ・ローズ・ソフィー・アントワネット・ガスパリーヌ（1870年 - 1953年） - 1888年、クロイ公カールと結婚
- ソフィー・アロイーズ・カロラ・マリー・アンヌ・メルシオール・エレオノール・アンジェルベルト（1871年 - 1961年） - 1889年、従兄のアーレンベルク公子ジャン・バティストと結婚
- アンジェルベール・プロスペル・エルンスト・マリー・ジョゼフ・ジュール・バルタザール・ブノワ・アントワーヌ・エレオノール・ロラン（1872年 - 1949年）
- マリー＝サルヴァトリクス・カロラ・ガスパリーヌ・エルネスティーヌ・マルスリーヌ・エレオノール・アンジェルベール（1874年 - 1956年） - 1896年、クロイ＝ソルル公オーギュスト＝エティエンヌ（フランス語版）と結婚
- シャルル＝プロスペル・マリー・メルシオール・アンジェルベール・エレオノール・グレゴワール・ウォルフガング・ジョゼフ（1875年 - 1948年） - 1917年エミリー・ヴィルナーと結婚（1920年離婚）、1923年アンカ・バリッチと再婚